# Zikhron Ya'aqov
Zikhron Ya'aqov (ebraico: זִכְרוֹן יַעֲקֹב; lit: Ricordo di Giacobbe; spesso abbreviata in Zichron) è una città in Israele, a 35 kilometri a sud di Haifa, e parte del distretto di Haifa.

## Geografia
Situata sul versante meridionale del monte Carmelo domina il mar Mediterraneo, vicino all'autostrada litoranea (Kvish 2).

## Storia
Fu il primo insediamento ebraico nel paese, fondato nel 1882 dal barone Edmond James de Rothschild in onore di suo padre James, ossia in ebraico Ya'aqov.

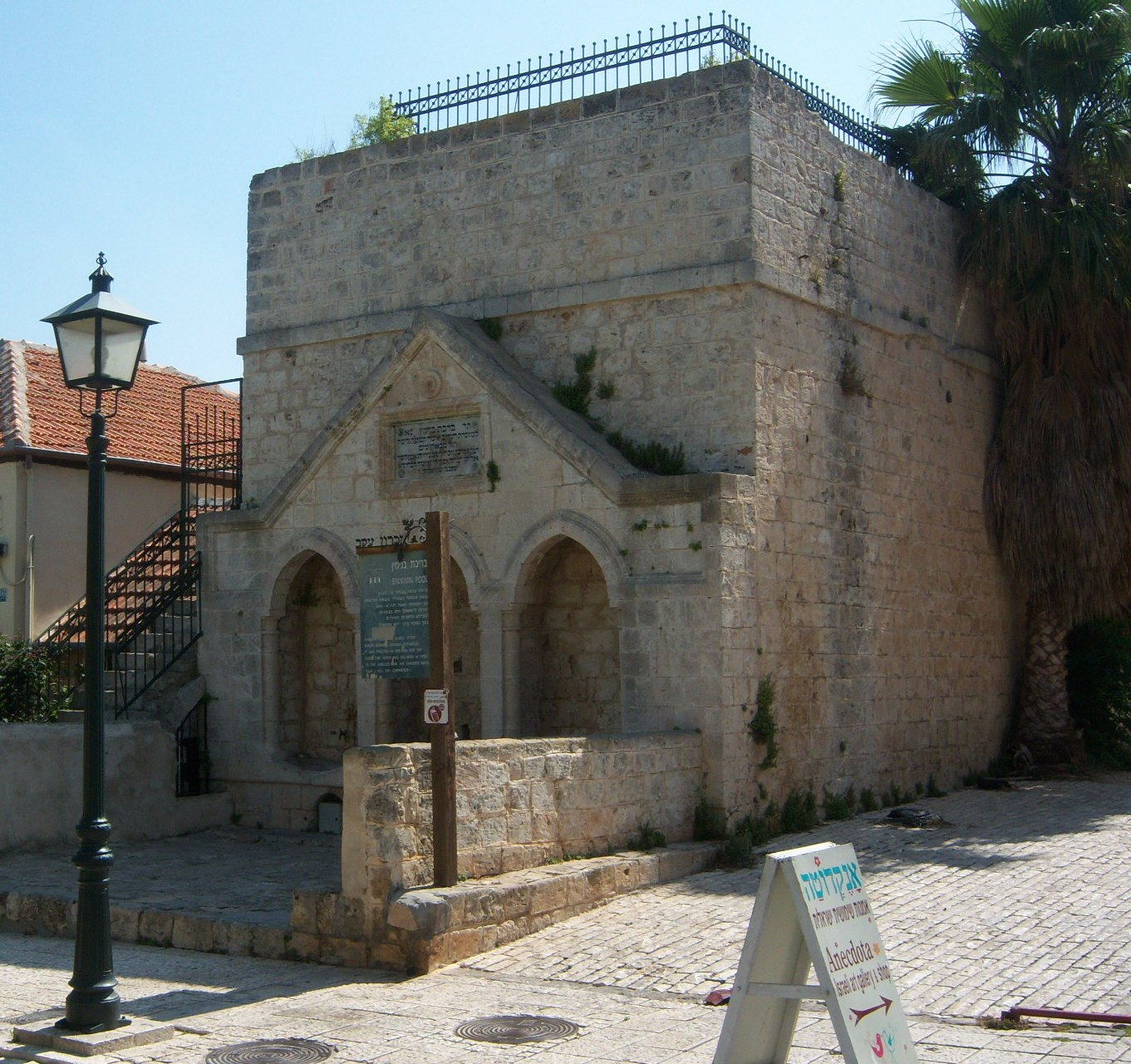
Fontanile
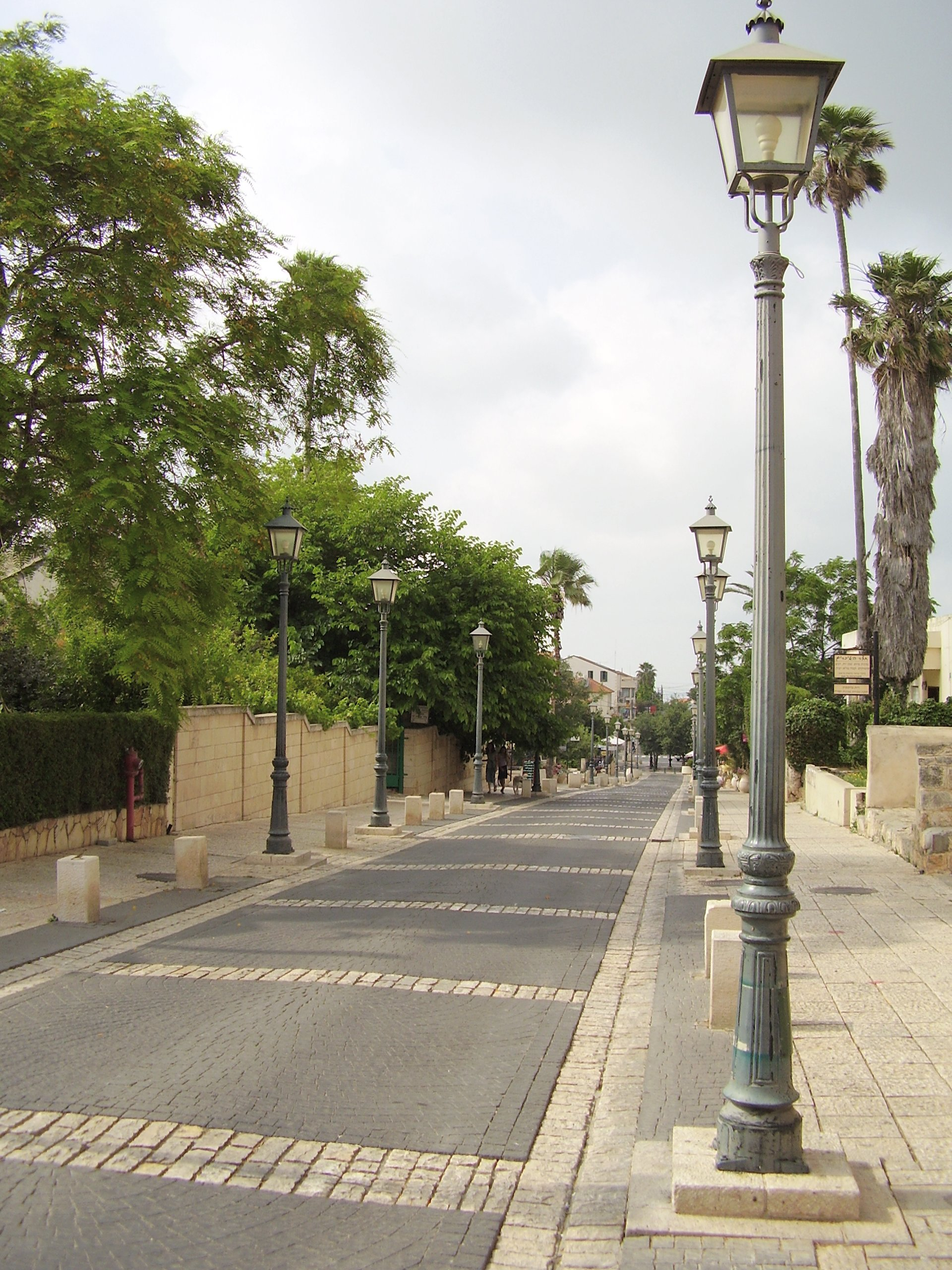
La via principale